# مارسلو فلورس
مارسلو فلورس (انگلیسی: Marcelo Flores؛ زادهٔ ۱ اکتبر ۲۰۰۳) بازیکن فوتبال است.
وی همچنین در تیم‌های ملی فوتبال مکزیک بازی کرده‌است.